# Jazyky Egypta

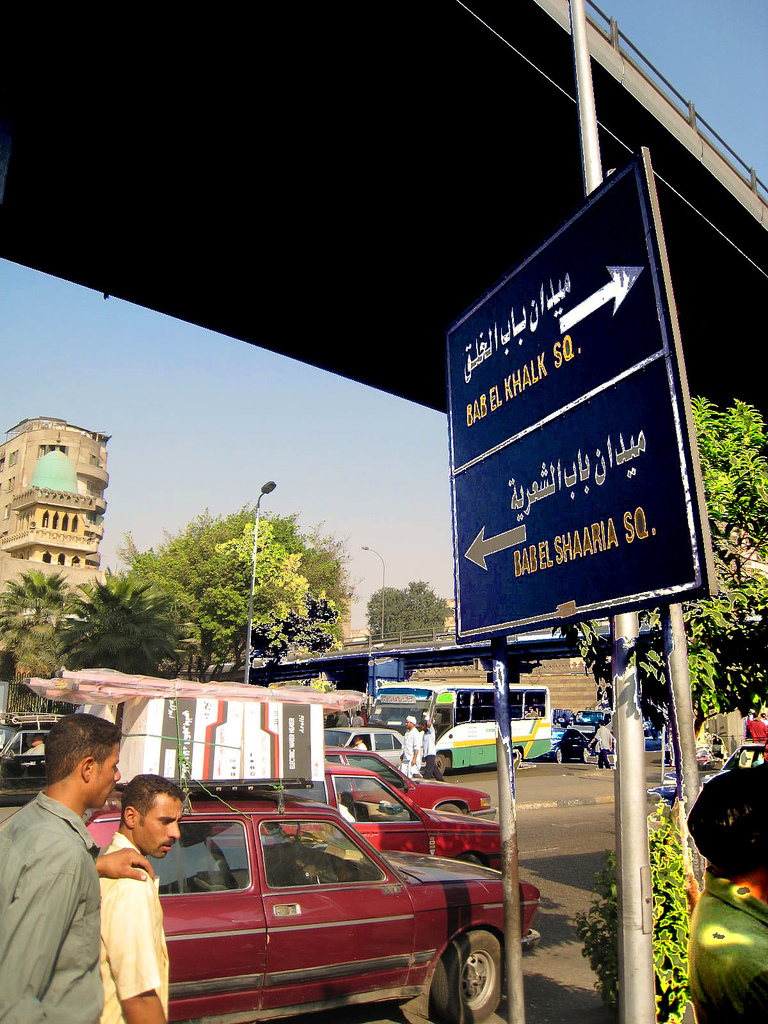
Arabsko-anglická dopravní značka v Káhiře

V Egyptě se můžeme setkat s množstvím různých jazyků, avšak nejvíce rozšířená je egyptská arabština.

## Oficiální jazyk
Oficiálním jazykem v Egyptě je moderní standardní arabština, která je používána většinou v psané formě. Egyptská arabština je pouze hovorovým jazykem, který se zřídka používá i v psané formě. Dalšími hojně používanými jazyky jsou angličtina, francouzština a němčina. Těmito jazyky se především hovoří v oblasti turismu a obchodu.

## Arabský jazyk
Arabština se do Egypta dostala v 7. století našeho letopočtu a vzápětí se stala hlavním jazykem Egypťanů. Ze všech variant arabštiny je právě ta egyptská nejvíce srozumitelnou pro ostatní arabsky mluvící země ze severní Afriky a Středního východu. Pravděpodobným důvodem je vliv egyptské kinematografie, která je v arabských zemích velmi rozšířená. Arabská beduínská menšina žijící převážně na Sinajském poloostrově hovoří beduínskou arabštinou a další, súdánská menšina hovoří súdánskou arabštinou.

## Núbijské jazyky
V oblasti údolí Nilu v Horním Egyptě, kolem měst Kom Ombo a Asuánu, hovoří přibližně 300 000 lidí núbijskými jazyky. Především to jsou jazyky Nobbin a Kenuzi-Dongola, které jsou rozšířené na severu Súdánu v blízkosti hranic s Egyptem.

## Historické jazyky
Dalšími jazyky, kterými se na území Egypta mluvilo, jsou starověká egyptština a koptština. Tyto jazyky tvořily samostatnou větev mezi rodinami afroasijských jazyků. Egyptský jazyk je jedním z prvních psaných jazyků a je znám z hieroglyfických zápisů, které se nacházely ve staroegyptských chrámech a na svitcích papyru. Koptština je jediný existující potomek staroegyptštiny a v dnešní době se využívá jako liturgický jazyk koptské pravoslavné církve. Dalším jazykem, který se na území Egypta vyskytoval, byl starořecký dialekt koiné. Ten byl rozšířen především v Alexandrii a byl využíván hlavně ve filozofických a vědeckých odvětvích.

## Ostatní jazyky
Přibližně 77 000 obyvatel Arabské pouště a pobřeží Rudého moře mluví jazykem bedža. Severně od Káhiry a v Luxoru se vyskytuje jazyk domari, což je indoárijský jazyk podobný romštině. Tímto dialektem hovoří v Egyptě 234 000 lidí. V oáze Síwa na západě země se vyskytují berberské jazyky, kterými zde mluví přibližně 5 000 lidí.

## Přehled používaných jazyků v Egyptě
| Oficiální:                           | Moderní standardní arabština                                                                                           |
| Nejpoužívanější:                     | Egyptská arabština (68%)                                                                                               |
| Další jazyky:                        | Saidi (29%) • Bedáwí (1,6%) • Súdánská arabština (0,6%) • Domari (0,3%) • Núbijský jazyk (0,3%) • Bedža (0,1%) a další |
| Jazyky rozšířené mezi přistěhovalci: | Řečtina • Arménština • Italština                                                                                       |